# أنطونيو بريسينو
أنطونيو بريسينو (بالإسبانية: Antonio Briceño) هو مصور فنزويلي، ولد في 5 ديسمبر 1966 في كاراكاس في فنزويلا.